# زينب بنت الزبير
أم عثمان زينب بنت الزبير بن العوام الأسدية القرشية ابنة الصحابي الجليل الزبير بن العوام أحد العشرة المبشرون بالجنة، وأمها الصحابية أم كلثوم بنت عقبة. تزوجها عنبسة بن أبي سفيان بن حرب الأموي وولدت له: عُثَمان بن عنبسة، وعاتكة بنت عنبسة، وأم كلثوم بنت عنبسة. وهي أخت الخليفة عبد الله بن الزبير.